# Anciferovův ostrov
Ostrov Anciferova (japonsky 志林規島, Širinki-tó; rusky Остров Анциферова) je ostrov v severní části Kurilského souostroví. Tento malý ostrov leží jihozápadně od Paramuširu odděleného Lužinovou úžinou. Centrální vrchol dosahuje výšky 747 m n. m.